# 小叶杨桃
小叶杨桃（学名：Averrhoa microphylla），属于酢浆草科阳桃属，是一种分布于中印半岛的乔木。

## 分布
本种分布于中印半岛，其模式标本来自越南。

## 名称
本种的种小名在希腊语中意为“小叶”。